# 下加納村
下加納村（しもかのうむら）は、かつて岐阜県稲葉郡に存在した村である。
現在の岐阜市加納地区の西部に該当する。
当村発足時は厚見郡の村であったが、郡合併で稲葉郡の村となった。

## 歴史
- 1889年（明治22年）7月1日 - 町村制により下加納村が発足。
- 1897年（明治30年）4月1日[2] - 厚見郡、各務郡、方県郡の一部が合併して稲葉郡となる。
- 1897年（明治30年）4月1日 - 東加納町、西加納町と合併し加納町が発足。同日下加納村は廃止。加納町大字下加納となる。
- 昭和初期、土地改良により、下加納に32の町（青藤町、愛宕町、梅田町、大石町、奥平町、黒木町、寿町、桜田町、城南通、神明町、大黒町、鷹匠町、高柳町、立花町、徳川町、南陽町、西山町、橋本町、花ノ木町、菱野町、富士町、伏見町、舟田町、堀田町、本石町、前田町、三笠町、御車町、水野町、村松町、矢場町、竜興町）がつくられる[3]。